# Orcuttia
Orcuttia, manji rod trava, dio podtribusa Orcuttiinae. Ukupno pet vrsta raste po Kaliforniji i sjeverozapadnom Meksiku,, a u nju su uključene i tri vrste iz roda Tuctoria: Tuctoria fragilis (Swallen) Reeder ; Tuctoria greenei (Vasey) Reeder; Tuctoria mucronata (Crampton) Reeder

## Vrste
1. Orcuttia californica Vasey
2. Orcuttia fragilis Swallen
3. Orcuttia greenei Vasey
4. Orcuttia inaequalis Hoover
5. Orcuttia mucronata Crampton
6. Orcuttia pilosa Hoover
7. Orcuttia tenuis Hitchc.
8. Orcuttia viscida (Hoover) Reeder